# Холмс, Джон Уэндел
Джо́н Уэ́ндел Хо́лмс (англ. John Wendell Holmes; 18 июня 1910, Лондон, провинция Онтарио, Канада — 13 августа 1988, там же) — канадский дипломат и университетский преподаватель. Жертва травли государственных служащих с гомосексуальной ориентацией со стороны официальных властей Канады в 1950-х — 1960-х годах.
Офицер ордена Канады (1969). Член Королевского общества Канады (1977), которое удостоило его исторической медали Дж. Б. Тиррелла (1986). Носитель одиннадцати почётных докторских степеней. Автор книг и статей, посвященных международным отношениям и роли Канады в мировой политике.

## Биография

### Ранние годы и образование
Родился в Лондоне в провинции Онтарио 18 июня 1910 года в семье Уильяма Уэндела Холмса и Хелен Мортон. Окончил Университет Западного Онтарио со степенью бакалавра. Защитил степень магистра искусств в Торонтском университете. С 1933 по 1938 год изучал английский язык в Пикеринг-колледже. С 1938 по 1940 год продолжил обучение в магистратуре Лондонского университета.

### Дипломатическая карьера
В 1943 году поступил на службу в Министерство международных дел Канады в качестве временного помощника на период военного времени. С 1947 по 1948 год был временным поверенным в делах Канады в СССР. В 1950 году был назначен исполняющим обязанности постоянного представителя Канады при Организации Объединенных Наций. В 1953 году занял место помощника заместителя государственного секретаря по вопросам внешних сношений и занимал этот пост до 1960 года.
Холмс был среди сотен федеральных государственных служащих, которые стали жертвами травли гомосексуалов, начатой во второй половине 1950-х и проводившейся все 1960-е годы Королевской конной полицией Канады. Холмс был задержан конной полицией в ноябре 1959 года. Во время допроса ему предъявили доказательства в гомосексуальной ориентации, после чего он был вынужден подать в отставку.

### Академическая карьера
С 1960 по 1973 год занимал пост президента, затем генерального директора Канадского института международных отношений — внепартийной, некоммерческой и неправительственной организации для обсуждения и анализа международных отношений.
С 1971 по 1981 год был профессором кафедры международных отношений Глендон-колледжа Йоркского университета. С 1967 год до своей смерти был приглашенным профессором международных отношений в Торонтском университете. Холмс также был приглашенным профессором истории в Лидсском университете в 1979 и 1985 годах.
Является автором книг «Жизнь с дядей: канадско-американские отношения» (1981) и «Формирование мира: Канада и поиск мирового порядка 1943—1957» (1979 (1-й том), 1982 (2-й том).
Холмс был членом Королевского общества Канады с 1977 года. В 1986 году был награжден Королевским обществом Канады Исторической медалью Д. Б. Тиррела. В 1969 году был удостоен звания офицера Ордена Канады. Имел одиннадцать почётных докторских степеней.